# Austrian Open 1974
L'Austrian Open 1974 è stato un torneo di tennis giocato sulla terra rossa. È stata la 29ª edizione del torneo, che fa parte del Commercial Union Assurance Grand Prix 1974. Si è giocato a Kitzbühel in Austria dal 15 al 21 luglio 1974.

## Campioni

### Singolare maschile
Balázs Taróczy ha battuto in finale  Onny Parun con il punteggio di 6–1, 6–4, 6–4

### Doppio maschile
Iván Molina /  Jairo Velasco, Sr. hanno battuto in finale  František Pála /  Balázs Taróczy con il punteggio di 2–6, 7–6, 6–4, 6–4